# White Birch Farm
White Birch Farm est une écurie de chevaux de courses évoluant dans les courses de plat de galop fondée par l'homme d'affaires et producteur de cinéma américain Peter Brant,,,.

## Histoire
Fondée par Peter Brant, l'écurie devient dans les années 1980 une des plus importantes des États-Unis, et compte alors de nombreuses victoires de groupe. Après une pause de vingt ans des années 1990 à 2016, Peter Brant décide de relancer son écurie, avec comme consécration une victoire dans le Prix de l'Arc de Triomphe en 2020 de Sottsass.

## Palmarès
France
- Prix de l'Arc de Triomphe – 1 – Sottsass (2020)
- Prix du Jockey Club – 1 – Sottsass (2019)
- Prix de Diane – 1 – Gezora (2025)
- Prix Ganay – 1 – Sottsass (2020)
- Prix Morny – 1 – Whistlejacket (2024)

 États-Unis
- Kentucky Derby – 1 – Swale (1984)
- Breeder's Cup Sprint – 1 – Gulch (1988)
- Breeders' Cup Filly & Mare Turf – 1 – Sistercharlie (2018)
- Beverly D. Stakes – 2 – Sistercharlie (2018, 2019)
- E.P. Taylor Stakes – 1 – Rougir (2022)
- Metropolitan Handicap – 2 – Gulch (1987, 1988)
- Champagne Stakes – 2 – Mogambo (1985), Jack Christopher (2021)
- Martiarch Stakes – 2 – Regal Glory (2021, 2022)
- Jenny Wiley Stakes – 2 – Regal Glory (2022), In Italian (2023)
- Just A Game Stakes – 2 – Regal Glory (2022), In Italian (2023)
- First Lady Stakes – 1 – Blowout (2021)
- Carter Handicap – 1 – Gulch (1988)
- Hopeful Stakes – 1 – Gulch (1986)
- Diana Stakes – 1 – In Italian (2022)
- First Lady Stakes – 1 – In Italian (2022)
- Queen Elizabeth II Challenge Cup – 1 – Gina Romantica (2022)